# Athenaeum: revista del Centro de Lectura
Athenaeum: revista del Centro de Lectura, va ser una publicació que sortí el 1910 i el 1911, com a portaveu del Centre de Lectura, una entitat de Reus.

## Història
Desapareguda el 1906 Ars: revista del Centro de Lectura, no va ser fins a l'octubre de 1910 quan l'entitat va tornar a tirar endavant una publicació. Després de discutir com s'havia de finançar, la junta del Centre de Lectura va obrir subscripcions a socis i no socis, i les seccions de l'entitat hi col·laboraven amb diverses aportacions. La revista fa una declaració de principis: "El Centro de Lectura, después de unos años de retraimiento, realiza su séptima salida al campo de la literatura con su revista oficial Athenaeum […] y constata otra vez el convencimiento de que ésta [el Centre de Lectura] sin una publicación propia es un organismo incompleto"
El seu director va ser Jaume Simó i Bofarull, i els col·laboradors Pere A. Savé, que parlava d'art i ensenyament, Francesc Olives, que publicava poemes, Joan Ferraté, assaigs de temàtica diversa, Jaume Aiguader i Miró, articles teòrics sobre el Centre de Lectura, Josep Recasens i Mercadé, temes socials, Joan Pi sobre literatura europea. Altres col·laboradors foren Lluís Ribé, Francesc Cubells i Florentí, Joan Puig i Ferreter, Pere Cavallé, i altres.
Athenaeum va compaginar perfectament els dos vessants: revista d'idees d'un ampli ressò i divulgació dels actes de l'entitat. Segons Pere Cavallé, el nom, degut a Jaume Simó i Bofarull, es va posar perquè ja hi havia la idea d'organitzar a Reus el Primer Congrés d'Ateneus de Catalunya, liderat per Jaume Aiguader i organitzat l'abril de 1911.
Al número 3 de la revista van sortir uns articles polèmics: "Las luchas obreras" de Josep Recasens i Mercadé i "La fe", de Ramon Fàbregas, articles que van provocar una crisi que estigué a punt d'acabar amb la revista, ja que segons els estatuts de l'entitat, aquesta era neutral, i no havia de prendre partit en les disputes religioses i polítiques del moment. Després de moltes discussions, es va resoldre incloure a cada número aquesta frase: "Fiel al espíritu de esta sociedad, Athenaeum acoge todas las ideas, noblemente expuestas".
Anteriorment l'entitat havia publicat El Eco del Centro de Lectura, El Porvenir i Revista del Centro de Lectura.

## Aspectes tècnics
De periodicitat mensual, i mida foli, es venia per subscripció de tres pessetes l'any. S'imprimia als Tallers Gràfics d'Eduard Navàs. L'últim número va ser l'11, el mes d'agost de 1911, quan la revista va haver de plegar per qüestions econòmiques. Va deixar sense acabar de publicar el fulletó El hombre en socialismo d'Oscar Wilde, traduït i prologat per Jaume Simó i Bofarull.

## Localització
- Una col·lecció a la Biblioteca Central Xavier Amorós.[4]
- Una col·lecció a la Biblioteca del Centre de Lectura i a la Biblioteca de Catalunya.[5]